# Halloween 4: Återkomsten
Halloween 4: Återkomsten är en amerikansk skräckfilm/slasher från 1988, regisserad av Dwight H. Little och med manus av Alan B. McElroy.

## Handling
Det är tio år sedan den mordgalne Michael Myers orsakade en blodig massaker i den lilla staden Haddonfield. Sedan dess har han legat i koma på en sluten säkerhetsanstalt. Men så kommer en ny lag som säger att patienter efter tio år ska föras över till allmän anstalt. När doktor Loomis får veta detta, skyndar han till sjukhuset, men han kommer för sent. Michael Myers har vaknat och han är på väg mot Haddonfield.

## Om filmen
Det här är den första Halloween-filmen utan Jamie Lee Curtis. Hon var visserligen inte med i del 3, men den filmen var inte kopplad till de andra filmerna i serien. Istället får man följa Lauries dotter, Jamie Lloyd, spelad av den blivande publikfavoriten Danielle Harris. Filmens budget var 5 000 000 dollar och den tjänade in drygt 18 000 000 dollar.

## Rollista (i urval)
Donald Pleasence som Dr. Loomis
Danielle Harris som Jamie Lloyd
George P. Wilbur som Michael Myers
Ellie Cornell som Rachel Carruthers
Michael Pataki som Dr. Hoffman
Beau Starr som Sheriff Ben Meeker
Kathleen Kinmont som Kelly Meeker
Sasha Jenson som Brady